# Зимовка (Новосибирская область)
Зимовка — посёлок в Чулымском районе Новосибирской области. Входит в состав Воздвиженского сельсовета.

## География
Площадь посёлка — 25 гектаров.

## Население
| 2002 | 2007 | 2010 |
| ---- | ---- | ---- |
| 96   | ↘50  | ↘17  |

## Инфраструктура
В посёлке по данным на 2007 год отсутствует социальная инфраструктура.